# Otto Bollhagen
Friedrich Ferdinand Otto Bollhagen, genannt Otto Bollhagen sen. (* 16. September 1861 in Wesenberg (Mecklenburg); † 5. September 1924 in Bremen) war ein Stuben- und Dekorationsmaler. Bekannt wurde er als Maler von Industrielandschaften.

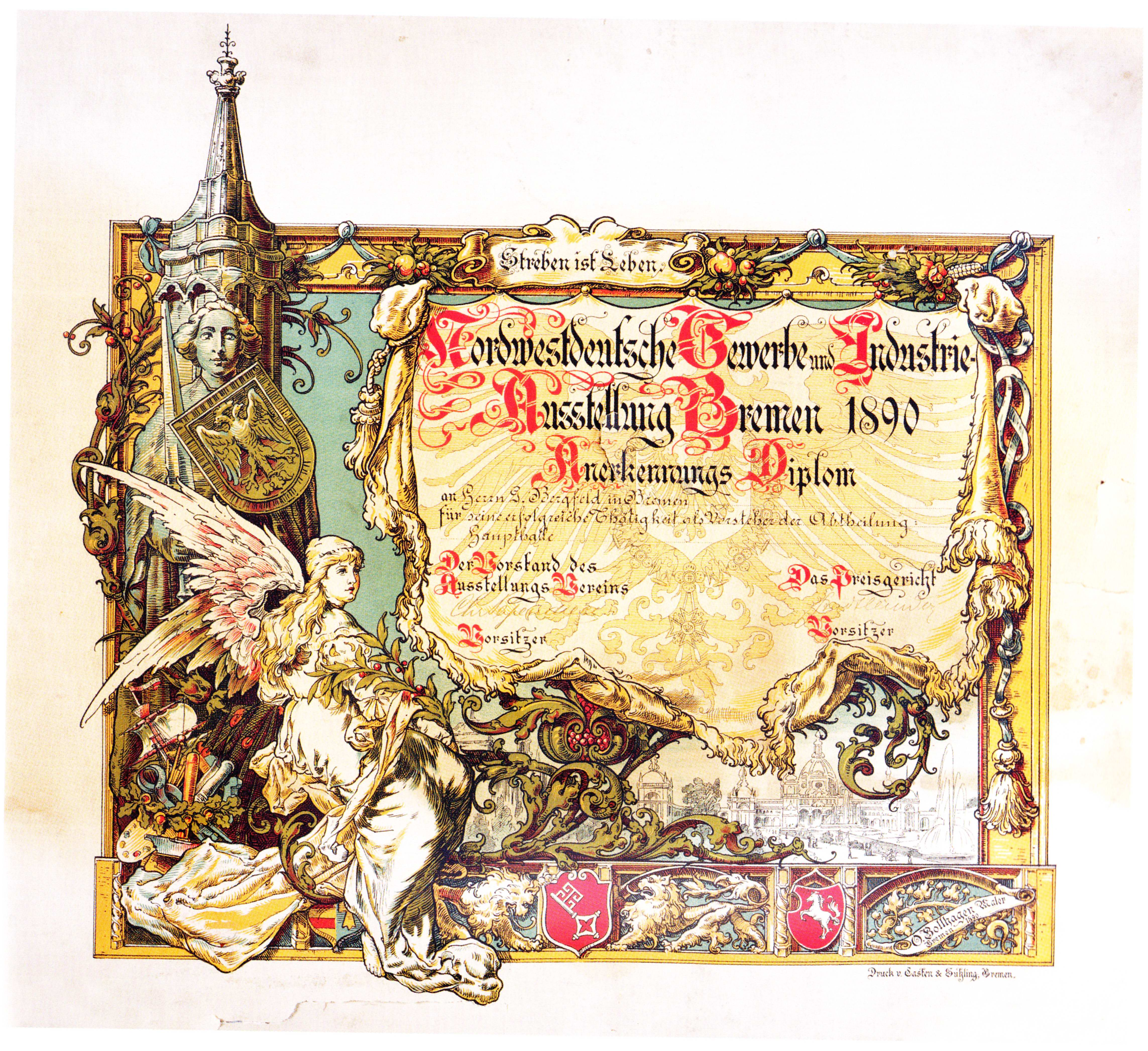
O. Bollhagen, Ehrenurkunde für die Nordwestdeutsche Gewerbe- und Industrieausstellung Bremen 1890, Farbdruck.

## Biografie
Otto Bollhagen sen. wurde als zweiter Sohn von insgesamt 15 Kindern des Schneidermeisters Johann Carl Christian Bollhagen aus Mecklenburg-Strelitz und dessen Frau Georgine Sophia Dorothea, geb. Knuth, geboren. Seine Kindheit verbrachte Bollhagen relativ abgeschlossen. Er besuchte die Wesenberger Volks- und Bürgerschule. Für eine Ausbildung am Neustrelitzer Gymnasium reichte das Geld der Familie aber nicht. Schon früh zeigt sich sein zeichnerisches Talent. 1875 kam er nach Berlin, wo er, bei einer Tante wohnend, eine Handwerkslehre als Stuben- und Dekorationsmaler absolvierte. Auch hier fielen seine künstlerische Fähigkeiten bald auf, die sich u. a. in der Auszeichnung als bester Lehrling manifestierten. Da ein Studium an der Kunstakademie aus finanziellen Gründen nicht möglich war, besuchte Bollhagen nebenher Kurse der Unterrichtsanstalt des Kunstgewerbemuseums Berlin.
Nach Abschluss der Lehre nahm er zwischen 1879 und 1883 verschiedene Gelegenheitsarbeiten an, wie den Entwurf von Teppich- und Tapetenmustern. 1883 ging er nach Hamburg, kehrte jedoch bald darauf nach Berlin zurück und diente von 1883 bis 1885 als Soldat in Ratzeburg. Es folgten weitere Aufenthalte in Berlin und Hamburg, bis er 1886 schließlich nach Bremen zog. Hier arbeitete er zunächst im Malerbetrieb J. Neumark für den er die dekorative Ausgestaltung von Schiffen des Norddeutschen Lloyd übernahm – in dieser Zeit machte u. a. er Bekanntschaft mit dem prominenten Architekten Johann Georg Poppe. 1892 gründete er sein eigenes Atelier und arbeitet mit zeitweise 50–70 Angestellten als Dekorationsmaler für zahlreiche öffentliche Gebäude in Bremen, wie dem Städtischen Museum, dem Landgericht und dem Neuen Rathaus. Nebenher erstellte er immer wieder auch Karikaturen, Postkarten, Plakate und andere Gebrauchsgrafiken.
1903–1904 ließ Bollhagen nach Entwurf von Fritz Dunkel eine Villa an der Parkallee 205 errichten. Ein dahinter bereits bestehendes Gebäude wurde zum Atelier umgebaut. Ab 1904 leitete der Maler Fritz Jacobsen das Atelier in der Parkallee und wurde 1911 Teilhaber, machte sich aber 1921 selbstständig.
In der Zeit um den Ersten Weltkrieg, die mit einem deutlichen Auftragsrückgang einherging, widmete Bollhagen sich zusehends der Industriemalerei und schuf für Firmen wie Krupp, Bayer, die AG Weser aber auch für das Preußische Eisenbahnmuseum in Berlin und die Weltausstellung in Brüssel 1910 Gemälde und Illustrationen. Nach dem Krieg führte er seinen Betrieb in geringeren Umfang weiter. Ab 1924 leitete sein Sohn Otto Bollhagen jun. das Geschäft, das bis heute Bestand hat und inzwischen von einem Urenkel Otto Bollhagens geführt wird.

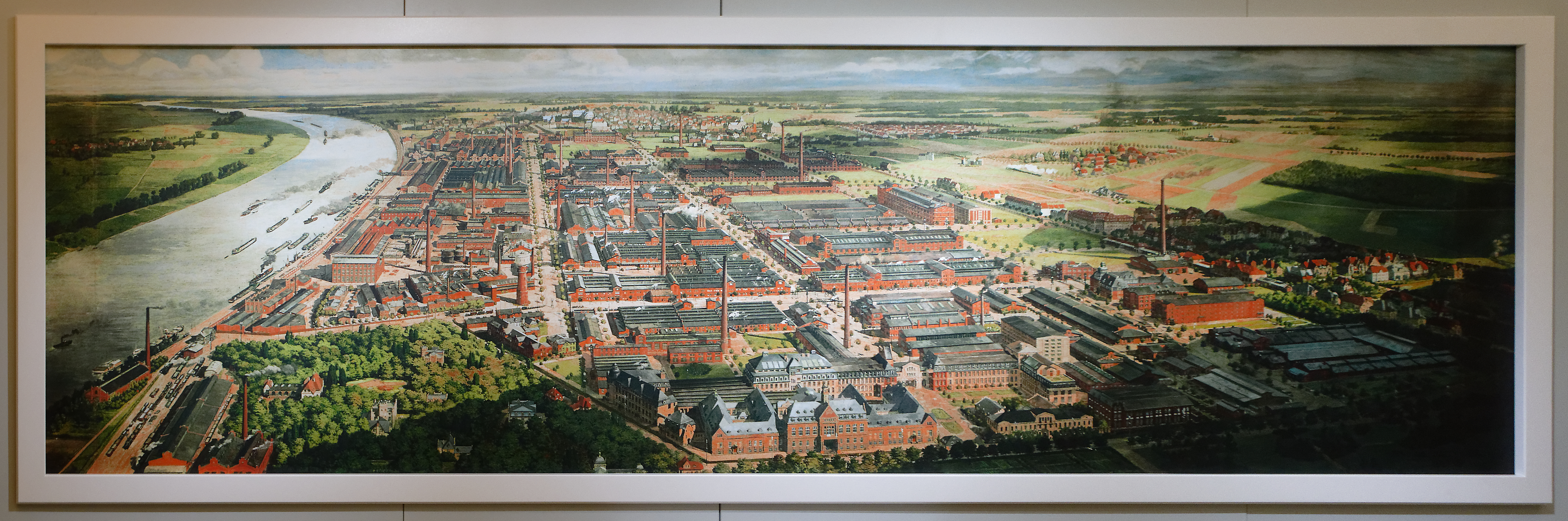
Bayer-Werk Leverkusen, 1912–1921, Villa Römer

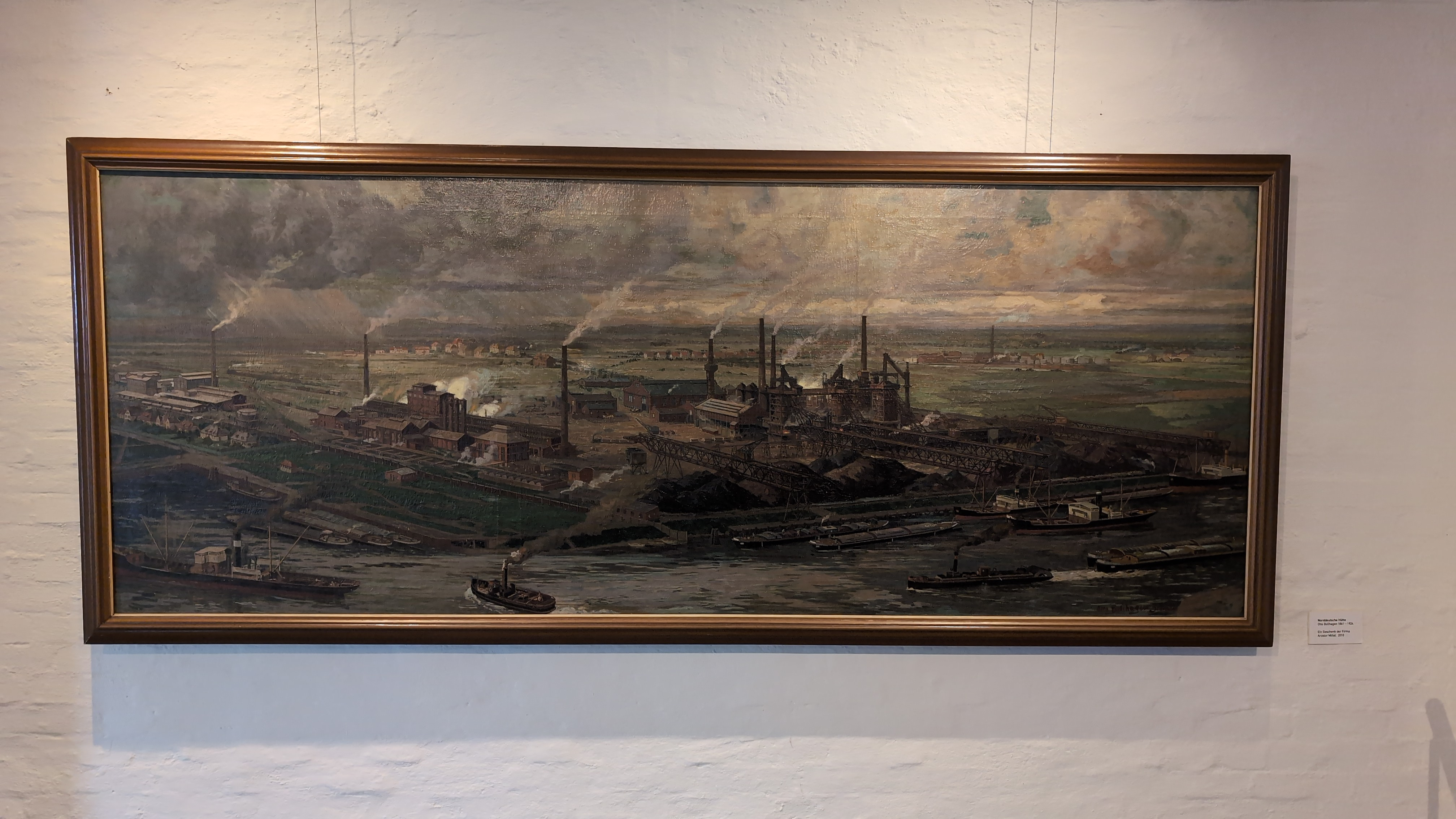
Norddeutsche Hütte (Stahlwerk Bremen)

Ein Teil des künstlerischen Nachlasses von Otto Bollhagen wird im Bremer Focke-Museum aufbewahrt.